# Entrelacs (Frankrijk)
Entrelacs is een commune nouvelle in het Franse departement Savoie in de regio Auvergne-Rhône-Alpes. De gemeente maakt deel uit van het arrondissement Chambéry. Entrelacs telde op 1 januari 2022 6.465 inwoners.

## Geschiedenis
De gemeente is ontstaan op 1 januari 2016 door de fusie van Albens, Cessens, Épersy, Mognard, Saint-Germain-la-Chambotte en Saint-Girod. Albens werd de hoofdplaats van deze gemeente.

## Geografie
De oppervlakte van Entrelacs bedroeg op 1 januari 2022 51,9 vierkante kilometer; de bevolkingsdichtheid was toen 124,6 inwoners per km². De gemeente ligt ten oosten van het Meer van Le Bourget.
De onderstaande kaart toont de ligging van Entrelacs met de belangrijkste infrastructuur en aangrenzende gemeenten.

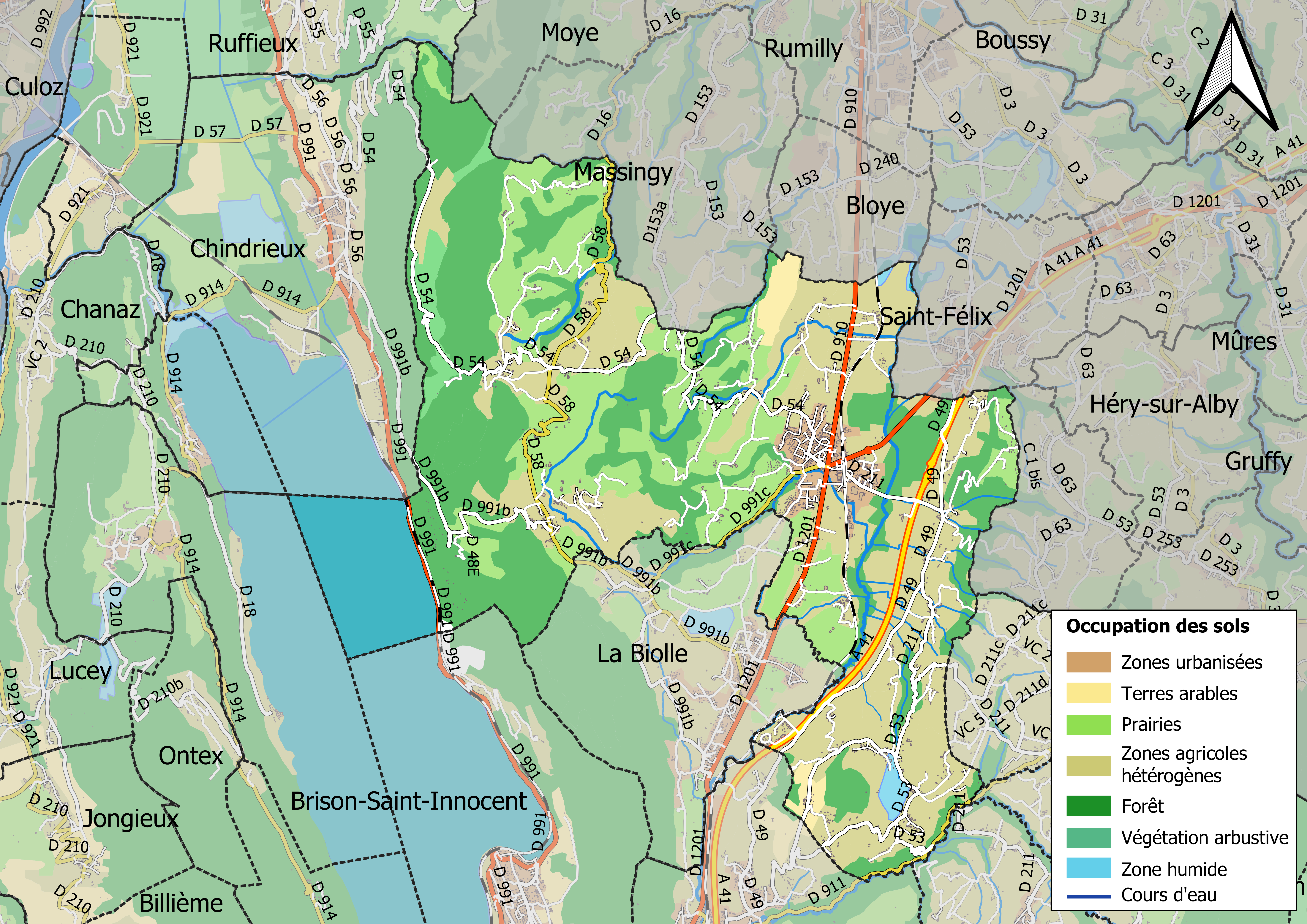

## Verkeer en vervoer
In de gemeente ligt spoorwegstation Albens. De autosnelweg A41 loopt door de gemeente.